# Yanis Begraoui
Yanis Begraoui (Étampes, 4 luglio 2001) è un calciatore francese naturalizzato marocchino, attaccante dell'Estoril Praia.

## Carriera

### Club
Cresciuto nelle giovanili di Étampes e Brétigny, firma un contratto con l'Auxerre nell'estate del 2017. All'età di 16 anni, il 13 aprile 2018, debutta con il club, nell'incontro della Ligue 2 contro il Clermont Foot.
Nella stagione 2021-2022 vince la Ligue 2 con il Tolosa.
Il 29 gennaio 2023 si trasferisce in prestito al Pau, in Ligue 2, fino al termine della stagione 2022-23.

### Nazionale
Ha disputato alcune partite con Francia under 17, Francia under 18 e Francia under 19, ma a marzo 2023 è stato convocato dal Marocco under 23.
Nel giugno 2023 è stato convocato nella squadra finale per la Coppa delle Nazioni Africane Under-23 2023 disputata in Marocco. Ha segnato il gol del 2-1 in finale contro l'Egitto under 23, permettendo alla sua squadra di vincere il loro primo titolo e qualificarsi per le Olimpiadi 2024.

## Statistiche

### Presenze e reti nei club
Statistiche aggiornate al 27 aprile 2024.
| Stagione         | Squadra          | Campionato       | Campionato | Campionato | Coppe nazionali | Coppe nazionali | Coppe nazionali | Coppe continentali | Coppe continentali | Coppe continentali | Altre coppe | Altre coppe | Altre coppe | Totale | Totale | Totale |
| Stagione         | Squadra          | Comp             | Pres       | Reti       | Comp            | Pres            | Reti            | Comp               | Pres               | Reti               | Comp        | Pres        | Reti        | Pres   | Reti   |        |
| ---------------- | ---------------- | ---------------- | ---------- | ---------- | --------------- | --------------- | --------------- | ------------------ | ------------------ | ------------------ | ----------- | ----------- | ----------- | ------ | ------ | ------ |
| 2017-2018        | Auxerre 2        | N3               | 3          | 0          | -               | -               | -               | -                  | -                  | -                  | -           | -           | -           | 3      | 0      |        |
| 2018-2019        | Auxerre 2        | N3               | 15         | 7          | -               | -               | -               | -                  | -                  | -                  | -           | -           | -           | 15     | 7      |        |
| 2019-2020        | Auxerre 2        | N3               | 15         | 16         | -               | -               | -               | -                  | -                  | -                  | -           | -           | -           | 15     | 16     |        |
| 2020-2021        | Auxerre 2        | N2               | 2          | 0          | -               | -               | -               | -                  | -                  | -                  | -           | -           | -           | 2      | 0      |        |
| Totale Auxerre 2 | Totale Auxerre 2 | Totale Auxerre 2 | 35         | 23         |                 | -               | -               |                    | -                  | -                  |             | -           | -           | 35     | 23     |        |
| 2017-2018        | Auxerre          | L2               | 4          | 0          | CF+CdL          | 0               | 0               | -                  | -                  | -                  | -           | -           | -           | 4      | 0      |        |
| 2018-2019        | Auxerre          | L2               | 7          | 0          | CF+CdL          | 1+0             | 0               | -                  | -                  | -                  | -           | -           | -           | 8      | 0      |        |
| 2019-2020        | Auxerre          | L2               | 3          | 0          | CF+CdL          | 0+1             | 0               | -                  | -                  | -                  | -           | -           | -           | 4      | 0      |        |
| 2020-2021        | Auxerre          | L2               | 19         | 2          | CF              | 2               | 0               | -                  | -                  | -                  | -           | -           | -           | 21     | 0      |        |
| Totale Auxerre   | Totale Auxerre   | Totale Auxerre   | 33         | 2          |                 | 4               | 0               |                    | -                  | -                  |             | -           | -           | 37     | 2      |        |
| 2021-2022        | Tolosa 2         | N3               | 6          | 8          | -               | -               | -               | -                  | -                  | -                  | -           | -           | -           | 6      | 8      |        |
| 2021-2022        | Tolosa           | L2               | 24         | 0          | CF              | 5               | 0               | -                  | -                  | -                  | -           | -           | -           | 29     | 0      |        |
| 2022-gen. 2023   | Tolosa           | L1               | 3          | 0          | CF              | 2               | 1               | -                  | -                  | -                  | -           | -           | -           | 5      | 1      |        |
| gen.-giu.2023    | Pau              | L2               | 18         | 9          | CF              | 0               | 0               | -                  | -                  | -                  | -           | -           | -           | 18     | 9      |        |
| 2023-gen. 2024   | Tolosa           | L1               | 14         | 0          | CF              | 1               | 0               | UEL                | 3                  | 0                  | SF          | 0           | 0           | 18     | 0      |        |
| Totale Tolosa    | Totale Tolosa    | Totale Tolosa    | 41         | 0          |                 | 8               | 1               |                    | 3                  | 0                  |             | -           | -           | 52     | 1      |        |
| gen.-giu. 2024   | Pau              | L2               | 16         | 2          | CF              | -               | -               | -                  | -                  | -                  | -           | -           | -           | 16     | 2      |        |
| Totale Pau       | Totale Pau       | Totale Pau       | 34         | 11         |                 | 0               | 0               |                    | -                  | -                  |             | -           | -           | 34     | 11     |        |
| Totale carriera  | Totale carriera  | Totale carriera  | 144        | 44         |                 | 11              | 1               |                    | 3                  | 0                  |             | -           | -           | 158    | 45     |        |

## Palmarès

### Club

#### Competizioni nazionali
- Championnat National 3: 1

Auxerre 2: 2019-2020 (girone E)
- Ligue 2: 1

Tolosa: 2021-2022

### Nazionale
- Coppa delle Nazioni Africane Under-23: 1

2023